# Wikaskokiséyin
Wikaskokiséyin (Wee-kas-koo-kee-sey-yin), né à une date inconnue et mort le 11 janvier 1877 près de Saint-Paul-des-Cris en Alberta, au Canada, baptisé Abraham Wikaskokiséyin vers la fin de sa vie, est un chef de la nation crie des plaines de la Saskatchewan. Son nom signifie « herbe odoriférante », et il est connu en anglais sous le nom de Sweet Grass. Il a joué un rôle crucial dans la signature du Traité 6, en 1876.

## Biographie

### De l'enfance à la maturité
La mère de Wikaskokiséyin provient de la tribu des Absáalooke, anciennement connu sous le nom de la tribu des Corbeaux. Elle a été enlevée au cours d'une guerre avec les Cris des plaines et c'est dans ces circonstances que Wikaskokiséyin est né. L'identité de son père ainsi que sa nation d'origine reste pour l'heure inconnues. Wikaskokiséyin et sa mère sont par la suite intégrés à la tribu et ils deviennent tous les deux des Cris. Adolescent, Wikaskokiséyin porte le nom d'Apistchi-koimas, ce qui signifie « Le Petit Chef ».
Près de l'âge adulte, Wikaskokiséyin accomplit un exploit audacieux duquel il tire son nom. Lors d'une attaque furtive, il pénètre seul dans un territoire appartenant à la nation des Pieds-Noirs, tua un des gardes sans faire sonner l'alerte et leur subtilisa une quarantaine de chevaux qu'il ramena à son village. Dans le tumulte de la célébration, il brandit en l'air une touffe d'herbe trempée dans le sang de sa victime, et tous crièrent ce qui deviendra son patronyme pour le reste de ses jours : Wikaskokiséyin, herbe odoriférante,.

### Chef des Cris des plaines
Devenu un homme, Wikaskokiséyin prend femme et c'est à la suite de ce moment qu'il est élevé au rang de chef, avant 1860,. Wikaskokiséyin se fait remarquer par son attachement envers les Blancs et son hospitalité à l'endroit des missionnaires chrétiens. Pacifiste, il s'est aussi employé à maintenir des relations de paix avec les autres nations voisines. En 1870, Wikaskokiséyin est considéré comme le chef cri le plus influent des Prairies, son influence s'étendant des plaines de la Saskatchewan aux plaines de l'Alberta. La même année, il se convertit au christianisme, plus spécifiquement le catholicisme, et il reçoit Abraham comme nom de baptême. Le baptême a eu lieu à la cathédrale de Saint-Boniface. Wikaskokiséyin développe une forte amitié avec l'homme qui l'a baptisé, Albert Lacombe, de la congrégation des Oblats, fondateur de la ville de Saint-Albert en Alberta en 1861 et de la mission Saint-Paul-des-Cris en 1865,. Selon les mots du Père Lacombe tels que rapportés par Adolphe-Basile Routhier, Wikaskokiséyin était « un homme de petite taille, svelte, bien fait, avec une belle tête, des yeux vifs et une expression douce et sympathique ».

La même année, ce sont près de 3000 autochtones des plaines de la Saskatchewan qui sont durement touchés par la vérole. Peu de temps auparavant, en 1868, la Compagnie de la Baie d'Hudson est forcé de rétrocéder le territoire de la Terre de Rupert au Royaume-Uni, qui le donne par la suite au Canada nouvellement fondé. En sa qualité de chef, Wikaskokiséyin adresse ces mots au premier lieutenant-gouverneur du Manitoba, Adams George Archibald, relativement à l'état de son peuple : « Notre pays se vide de ses animaux à fourrure, notre seul moyen de subsistance jusqu’à maintenant. Nous avons souffert grandement de la famine l’hiver dernier et la petite vérole a fait mourir plusieurs d’entre nous, les vieillards, les jeunes et les enfants. Nous voulons que vous empêchiez les Américains de venir trafiquer dans nos territoires et de donner à nos ennemis, les Pieds-Noirs, de l’eau-de-vie, des munitions et des armes ». Entre-temps, Wikaskokiséyin et le Père Lacombe soignent les malades et consolent les mourrants.

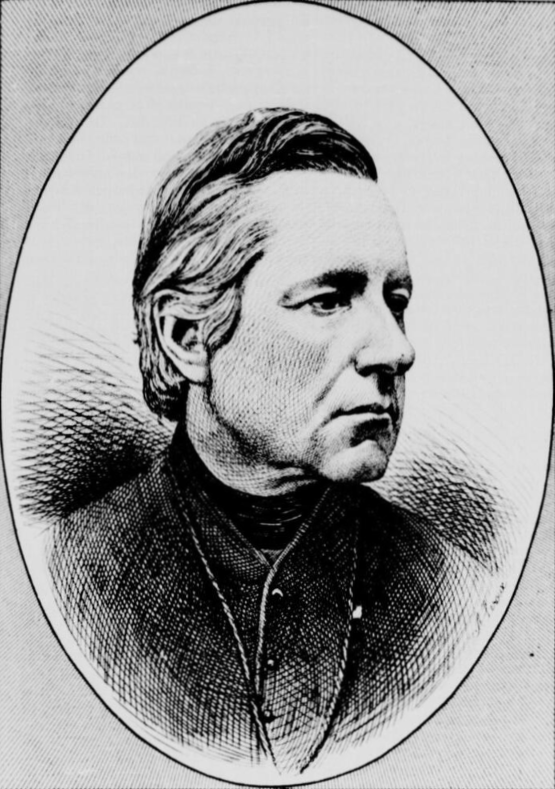
Albert Lacombe, vers 1877.
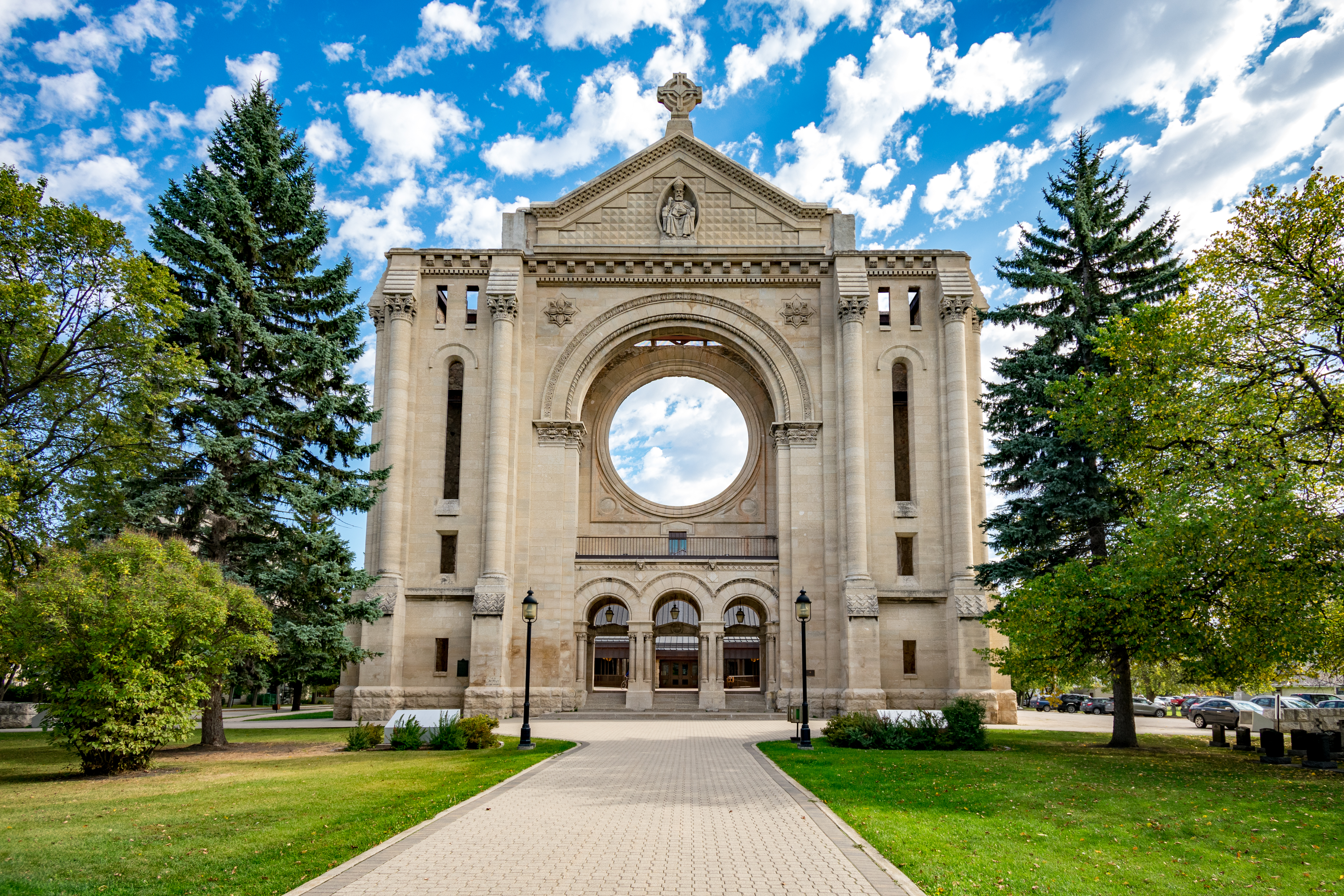
Cathédrale Saint-Boniface, au Manitoba.
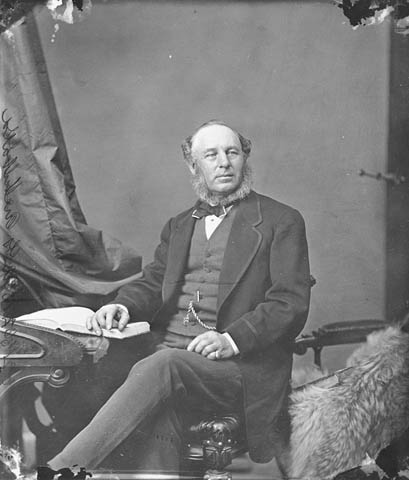
Adams George Archibald, premier lieutenant-gouverneur du Manitoba (1870-1872).

### Traité numéro 6
De 1876 à 1878, des négociations ont cours entre le Canada, essentiellement représenté par le deuxième lieutenant-gouverneur du Manitoba, Alexander Morris, et des représentants de plusieurs nations autochtones des plaines, dont les Cris, les Assiniboines et les Ojibwés, avec pour objectif d'en arriver à la signature d'un traité. Deux moments clés distinguent les premiers moments de la signature du Traité 6 : les négociations tenues à Fort Carlton, du 15 au 23 août 1876, et celles tenues à Fort Pitt, du 5 au 9 septembre 1876 ,. C'est à celles de Fort Pitt que Wikaskokiséyin participe, avec l'absence notable de Mistahimaskwa (Big Bear), un autre chef cri influent,. Lors de ces négociations, Wikaskokiséyin s'est érigé en tant qu'un des principaux porte-parole des Autochtones et a joué de son influence pour parvenir à la signature du traité. Wikaskokiséyin est d'ailleurs le premier signataire de la portion Fort Pitt du Traité 6,,. Après la signature du traité, Wikaskokiséyin a demandé des missionnaires catholiques à Alexander Morris, et à ce moment, « le représentant de la Reine l'embrassa, lui remit un habit de chef et un beau pistolet ». C'est justement ce pistolet qui allait causer la mort de Wikaskokiséyin.

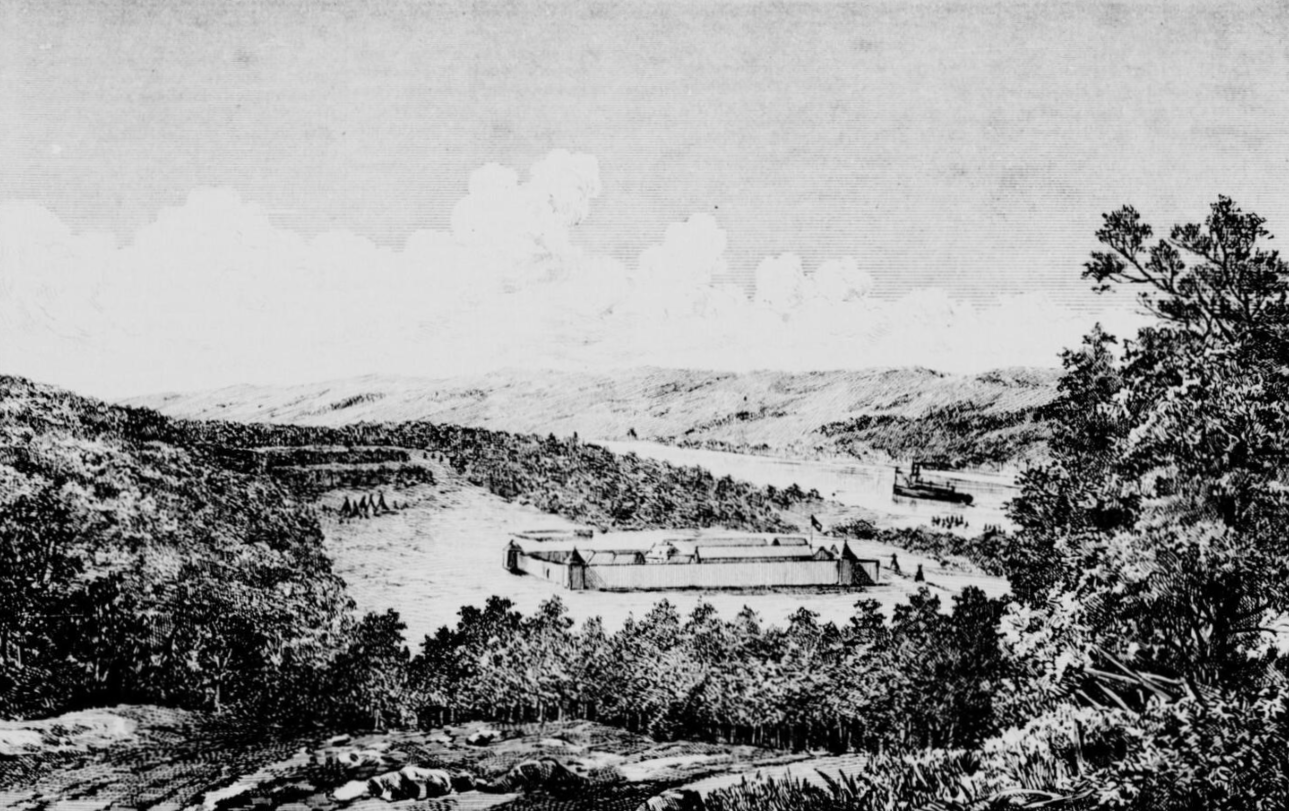
Fort Carlton, en Saskatchewan, vers 1877.
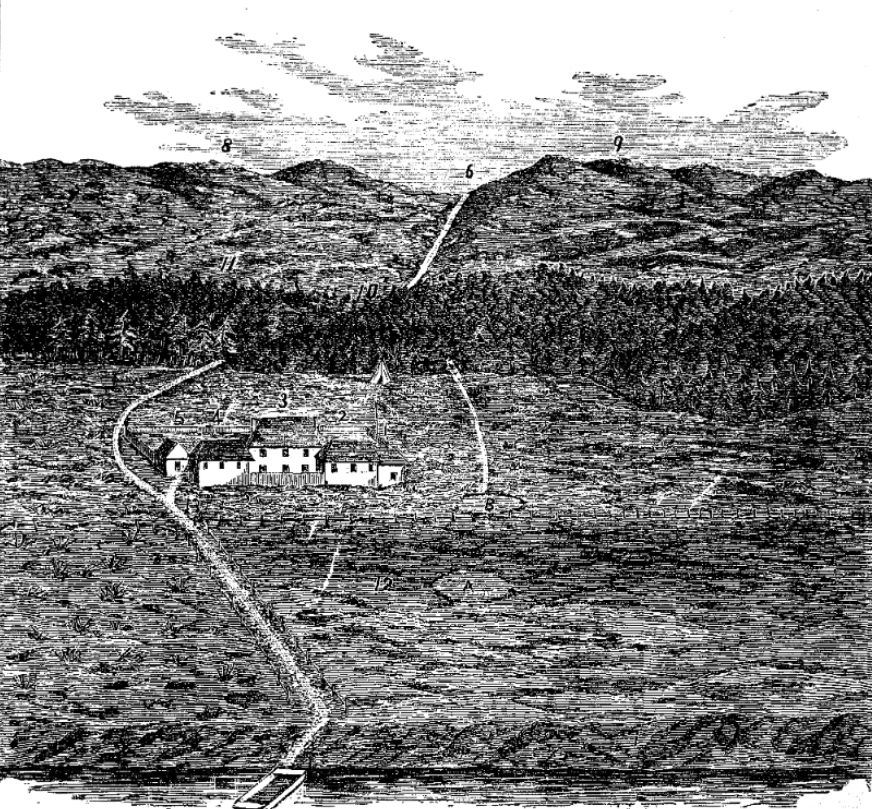
Fort Pitt, en Saskatchewan, vers 1885.
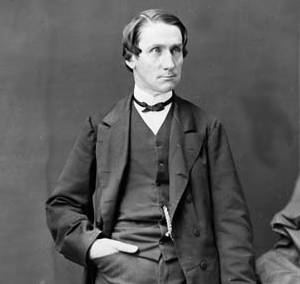
Alexander Morris, second lieutenant-gouverneur du Manitoba (1872-1877).
Carte du Canada selon la localisation des Traités numérotés.

### Mort tragique
Quelques mois après la signature du Traité 6, soit le 11 janvier 1877, Wikaskokiséyin décède accidentellement des suites du maniement imprudent d'une arme à feu. Alors qu'il est parti à la chasse au bison et qu'il tient un campement, le pistolet que lui avait donné le lieutenant-gouverneur Morris est examiné par son beau-frère, manipulé de manière imprudente et est suivi par la détonation d'un coup de feu accidentel,. La balle, tirée à bout portant, a pénétrée jusque dans le cerveau et Wikaskokiséyin est mort sur le coup. Aucun détail n'est pour l'heure connu sur sa descendance.

## Hommage

### Toponymie
- La réserve autochtone de la Première Nation de Sweetgrass (en) est nommée en son honneur[1].